# هيلين ماسون
هيلين ماسون (بالإنجليزية: Helen Mason)‏ هي خزافة نيوزيلندية، ولدت في 30 أبريل 1915 في دارفيلد ‏ في نيوزيلندا، وتوفيت في 22 أغسطس 2014 في إقليم هاوكس باي في نيوزيلندا.